# BL Bootis
BL Bootis ist ein Stern im Sternbild Bärenhüter. Er befindet sich als Mitglied des Kugelsternhaufens NGC 5466 in einer Entfernung von etwa 55.000 Lichtjahren. Heute wird der Stern zu den ungewöhnlichen Cepheiden gezählt.

## Untersuchungsgeschichte
1961 wurde der Stern als veränderlicher Stern erkannt. Der russische Astronom Kurotschkin hielt zunächst für einen bedeckungsveränderlichen Stern. Spätere Untersuchungen der Astronomin Gryzunowa deuteten Anfang der 70er Jahr auf einen RR-Lyrae-Stern hin mit einer Periode der Helligkeitsschwankungen von 0,82 Tagen.
Robert Zinn bestätigte die Zugehörigkeit von BL Bootis zu NGC 5466, befand ihn aber als zu blau, um ein RR-Lyrae-Veränderlicher zu sein. Er gab dem Stern den Namen V19 im Kugelsternhaufen.
Heute wird BL Bootis als Prototyp der ungewöhnlichen Cepheiden angesehen. Diese Sterne haben Ähnlichkeit mit den klassischen Cepheiden, aber auch mit den RR-Lyrae-Sternen. Die Herkunft dieser Sterne ist bisher noch nicht geklärt worden. Für BL Bootis gilt mit der bestimmten Masse eine Entstehung durch Verschmelzung zweier Sterne als wahrscheinlich oder als Alternative Massentransfer in einem Doppelsternsystem.  Dies weil der Kugelsternhaufen NGC 5466 und der Stern eine geringe Metallizität und damit ein hohes Alter aufweist. Da der Stern dennoch eine höhere Masse als die Sonne hat, müsste er sich längst zu einem Weißen Zwerg weiterentwickelt haben, wenn er von Anfang an diese Masse gehabt hätte.